# Pacowszczyzna
Pacowszczyzna (biał. Пацаўшчына) – wieś na Białorusi położona w rejonie zdzięcielskim, w obwodzie grodzieńskim. W latach 1921–1926 była siedzibą gminy Pacowszczyzna, w powiecie słonimskim, w województwie nowogródzkim. Następnie, w latach 1926-1939 miejscowość znajdowała się w gminie Zdzięcioł, przy czym gmina przez cały czasy należała do tego samego powiatu i województwa.